# Michael Phelps
Michael Fred Phelps (n. 30 iunie 1985, Baltimore, Maryland, SUA) este un înotător american, multiplu campion olimpic și mondial la diferite probe de natație. Este de 24 de ori medaliat cu aur la Jocurile Olimpice de vară (cel mai mare număr de medalii câștigate de orice sportiv) și este deținătorul a șapte recorduri mondiale.
Phelps este deținătorul recordului de cele mai multe medalii de aur câștigate la o singură Olimpiadă, cu opt medalii câștigate la Jocurile Olimpice de vară din 2008. Cu acest record, l-a depășit pe Mark Spitz, care era tot înotător și care deținea recordul de șapte medalii de aur  câștigate la Jocurile Olimpice de vară din 1972.
În total, Phelps a câștigat 28 medalii olimpice: șase de aur și două de bronz la Atena în 2004, și opt de aur la Beijing în 2008. 